# Magas gubóvirág
A magas gubóvirág (Globularia punctata) az ajakosvirágúak (Lamiales) rendjébe, az útifűfélék (Plantaginaceae) családjába tartozó növényfaj.

## Megjelenése, felépítése
Lágy szárú, örökzöld évelő növény, indákat nem fejleszt. A Raunkiær-féle életforma-osztályozás szerint hemikryptophyta. A tőlevélrózsa levelei nagyok, lapát alakúak, épek, a nyelük keskenyedő, a csúcsuk kicsípett is lehet.
A virágzó, 25 cm-esre megnövő csupasz szár sok levelű, a szárlevelek hosszúkás tojásdadok, nyeletlenek. A tojásdad-lándzsás murvalevelekkel övezett virágzat kb. 1,5 cm-es gömbös fejecske. A kétajkú, öthasábú párta világos- levendula- vagy liláskék, 4 porzóval (2 hosszabb, 2 rövidebb); két és félszer hosszabb a csészénél.

## Életmódja, élőhelye
Háborítatlan sziklagyepekben, szikla- és pusztafüves lejtőkön, alföldi meszes homokpusztákon él.
Április-május(–június) környékén virágzik.